# Ingo Holland
Ingo Holland (* 13. April 1958 in Klingenberg am Main; † 3. Juni 2022) war ein deutscher Koch und Unternehmer im Gewürzhandel.

## Leben und Wirken
Ingo Holland absolvierte im Hotel Frankfurter Hof eine Ausbildung zum Koch. Danach arbeitete er im Parkhotel Crombach in Rosenheim, im Hilton-Hotel in München, in den Schweizer Stuben in Wertheim und im Hotel Baur au Lac in Zürich. Zu seinen Lehrern gehören Dieter Müller und Harald Wohlfahrt.
1997 übernahm er das Restaurant „Zum Alten Rentamt“ in einem denkmalgeschützten Gebäude in der Altstadt von Klingenberg am Main, in dem er bis 2007 Chefkoch war. Das Restaurant wurde in dieser Zeit mit einem Michelin-Stern und im Jahr 2007 mit 18 Gault-Millau-Punkten ausgezeichnet. Das Magazin Der Feinschmecker zeichnete Ingo Holland im November 2005 als „Koch des Monats“ aus.
Wegen seiner Unzufriedenheit mit den gelieferten Gewürzen gründete er im Jahr 2001 in Klingenberg das Unternehmen „Altes Gewürzamt“. Dort handelte er mit Gewürzen und entwickelte neue Gewürzmischungen. 2007 übergab er das Restaurant an seinen Schüler Ludger Helbig und konzentrierte sich auf den Gewürzhandel. Das Unternehmen wurde von der Öko-Kontrollstelle DE-003 Bio-zertifiziert. 2017 verarbeiteten 45 Mitarbeiter rund 120 Tonnen Gewürze pro Jahr.
Ingo Holland starb unerwartet Anfang Juni 2022 im Alter von 64 Jahren.

## Schriften
- Meine Gewürze. Hrsg. Ralf Frenzel, Text Carola Hauck, Fotografien Elisavet Patrikiou. Tre Torri, Wiesbaden 2006, ISBN 3-937963-32-4. Neuauflage: Weltbild, Augsburg 2009, ISBN 978-3-8289-1351-6.
- Salz. Hrsg. Ralf Frenzel, Text: Carola Hauck, Fotografien Michael Link. Tre Torri, Wiesbaden 2008, ISBN 978-3-937963-81-5.
- Gewürze. Nikol, Hamburg 2017, ISBN 978-3-86820-271-7.
- mit Cathérine Jamin: Apéro. Ein leichtfertiger Genuss. Altes Gewürzamt, Klingenberg am Main 2018, ISBN 978-3-00-060054-8.

## Medien
- Studiogast in Die Welt der Gewürze – Sinnesfreuden für Zunge und Gaumen. WDR, 19. November 2008, in der Serie Planet Wissen.[3]
- Der Gewürzmüller Ingo Holland. BR, 8. Februar 2009, in der Serie Unter unserem Himmel.[4]